# Bourn
Bourn – wieś w Anglii, w hrabstwie Cambridgeshire, w dystrykcie South Cambridgeshire. Leży 13 km na zachód od miasta Cambridge i 76 km na północ od Londynu. W 2001 miejscowość liczyła 1764 mieszkańców.